# 민중문자

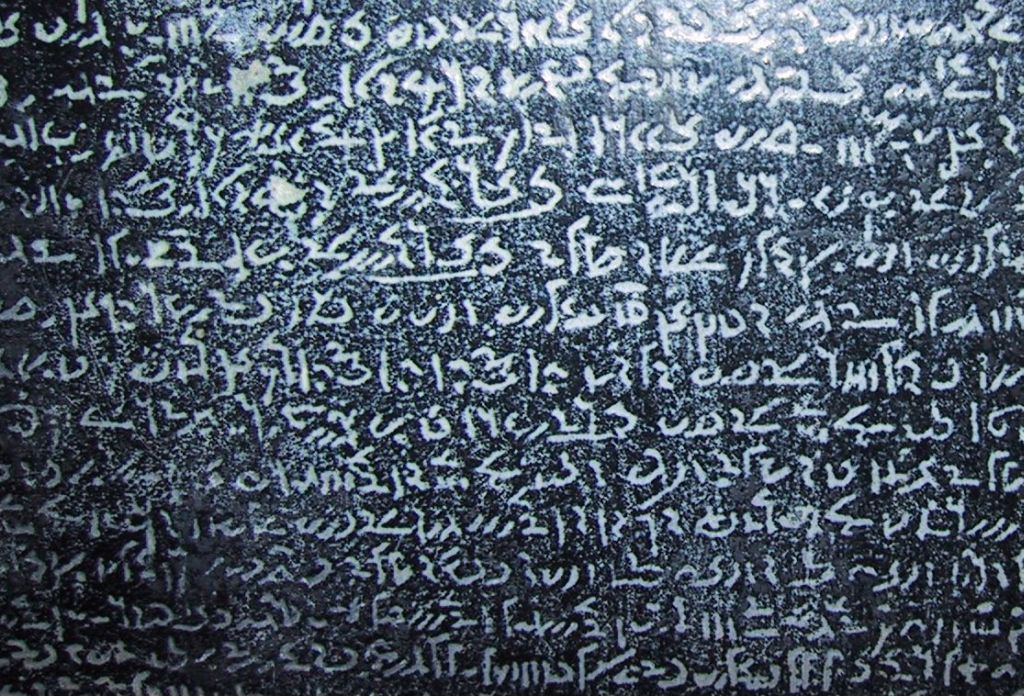

민중 문자(民衆文字, Demotic)는 신성 문자, 신관 문자와 함께 고대 이집트어를 기록한 문자로서, 속용 문자(俗用文字)라고도 한다. 민중 문자가 소개된 이후 신관 문자는 종교적인 목적으로만 사용되게 되었으며, 민중 문자가 대부분을 차지하게 되었다. 신관 문자와 달리 민중 문자는 주로 돌이나 나무에 새겨졌다.

## 역사
기원전 700년경에 이미 사용되고 있었으며, 기원전 600년 무렵에는 이미 고대 이집트의 주요 문자가 되어 있었다. 4세기에 들어서며 민중 문자 대신 고대 그리스어 자모가 사용되기 시작했으며, 마지막으로 사용된 것은 451년 필라이의 사원 벽에 새겨진 것이다.

## 해독
민중 문자는 로제타 돌에 쓰여진 두 번째 문자이다. 이는 상형문자가 해독되기 이전에 이미 해독되었고, 처음 이 일을 시작한 사람은 실베스트르 드 사시(Silvestre de Sacy)이다. 1799년 로제타석이 발견되었다. 거기에는 고대 그리스어와 이집트 민중 문자, 이집트 상형문자로 같은 내용이 적혀 있었다. 많은 학자들이 고대 그리스어를 알고 있었기 때문에 콥트어에 대한 지식과 함께 이집트 문자들을 해독할 수 있었다. 민중 문자에 대한 전문가인 이집트 학자들과, 언어학자, 파피루스 학자들을 데모티스트라고 부른다.